# Apanteles validus
Apanteles validus är en stekelart som först beskrevs av Thomson 1895.  Apanteles validus ingår i släktet Apanteles och familjen bracksteklar. Arten är reproducerande i Sverige. Inga underarter finns listade i Catalogue of Life.